# Blang Crok
Blang Crok is een bestuurslaag in het regentschap Aceh Utara van de provincie Atjeh, Indonesië. Blang Crok telt 462 inwoners (volkstelling 2010).